# حبيل مزقم امحجل (الوضيع)

تعديل مصدري - تعديل

حبيل مزقم امحجل هي إحدى قرى عزلة  الوضيع بمديرية الوضيع التابعة لمحافظة أبين، بلغ تعداد سكانها 188 نسمة حسب تعداد اليمن لعام 2004.